# إدوارد إس. فلينت
إدوارد إس. فلينت هو سياسي أمريكي، ولد في 3 يناير 1819، وتوفي في 29 يناير 1902.